# Путин должен уйти
«Путин должен уйти» — интернет-сайт и одноимённая общественная кампания по сбору подписей под обращением к гражданам России с требованием отставки председателя правительства Российской Федерации Владимира Путина. Кампания была начата в Интернете 10 марта 2010 года активистами ряда оппозиционных общественных организаций, а также несколькими известными деятелями культуры России. В 2012 году Путин стал президентом Российской Федерации.
Инициатором и основным автором обращения «Путин должен уйти» был Андрей Пионтковский. Сайт кампании действовал до мая 2025 года.

## Содержание обращения
Текст послания, адресованный «к гражданам России», выдержан в резко критическом тоне и содержит крайне негативные оценки деятельности В. В. Путина. В нём, в частности, говорится:

Мы утверждаем, что у губящей Россию общественно-политической конструкции, которая сегодня навязана гражданам нашей страны, есть архитектор, куратор и охранитель в одном лице. Его имя — Владимир Путин. Мы утверждаем, что в России сегодня невозможны никакие сущностные реформы, пока Путин обладает реальной властью в стране. <…> Избавление от путинизма — первый, но обязательный шаг на пути к новой свободной России.
В обращении перечисляются неудавшиеся, по мнению авторов послания, реформы путинской эпохи («провалено всё, что только было можно провалить») и упоминаются такие события, как вторая чеченская война и взрывы домов в российских городах.
По мнению авторов послания, «о непонимании Путиным будущего» свидетельствуют «его маниакальная страсть к прокладке нефтегазовых труб во всех мыслимых и немыслимых направлениях, инициирование амбициозно-затратных проектов (вроде сочинской олимпиады или моста на остров Русский), которые абсолютно противопоказаны стране, где значительная часть населения проживает за чертой бедности».
В обращении критикуются также покойный президент Борис Ельцин и его окружение («Семья»), по мнению авторов послания, выдвинувшие В. В. Путина на президентскую должность в стремлении гарантировать собственную безопасность. Д. А. Медведев на тот момент являвшийся Президентом России назван в обращении «послушным местоблюстителем», «современным Симеоном Бекбулатовичем».
Авторы призывают сотрудников силовых ведомств не идти против «своего народа» и не выполнять «преступные приказы коррупционеров».

### Авторство
Непосредственный автор текста обращения указан не был. По ранним данным, подготовкой текста занимался Гарри Каспаров.
Сам Каспаров в интервью «Ежедневному журналу» 6 апреля 2010 года сказал, что текст был написан группой авторов:

Важную роль также сыграл и сам текст, над которым наша авторская группа работала почти две недели. Моя основная функция заключалась в том, чтобы собрать замечания и согласовать текст со всеми видными подписантами — от Владимира Буковского до Юрия Мухина. Это была работа, требующая тщательного подбора слов и расстановки смысловых акцентов. Непростая проблема заключалась в формулировке главного тезиса письма. Первоначально рассматривались два варианта: «Путина в отставку!» и «Долой Путина!». Первый вариант отмели, потому что звучала явная апелляция к Медведеву, а второй — потому что отдавал большевизмом. За два дня до запуска проекта у меня родилась фраза «Путин, на выход!», которая устроила всех. Кроме того, щепетильный момент касался характеристики эпохи 90-х. Выражая негативное к ней отношение, надо было не перейти грань, чтобы не вызвать отторжения у таких людей, как, например, Борис Немцов. Наше сотрудничество оказалось очень успешным, потому что появился такой текст, который позволил преодолеть атомизацию общества.
Основа текста обращения была написана Андреем Пионтковским. О своем авторстве он заявил в беседе на Радио Свобода 7 июня 2010 г.:

Я, как известно, был инициатором и автором письма «Путин должен уйти».
О своем участии в работе над текстом обращения упомянул также Виктор Шендерович:

Мне прислали текст, я его прочитал, я с ним согласился. Сказал пару своих пожеланий. Которые были, кстати, учтены — мелких, чисто стилистических. И подписал.

## Публикация обращения
10 марта 2010 года обращение было опубликовано в интернет-издании «Ежедневный журнал», и там же был начат сбор подписей. В тот же день сайт «ЕЖ» подвергся хакерской атаке. После начала хакерских атак сбор подписей был перенесён на специально созданный сайт PutinaVotstavku.ru. 10 марта обращение перепечатали интернет-издания Грани.ру и Каспаров.ру. Затем о нём сообщили радио «Эхо Москвы», Newsru.com и некоторые другие СМИ.
По утверждению Ким Зигфельд, ведущей блог La Russophobe, «веб-сайты, на которых была опубликована эта петиция, вскоре стали жертвами яростной атаки хакерской армии Путина».
В первые сутки кампании на сайте «Ежедневного журнала» для подписания обращения от участников не требовалось ни регистрации, ни подтверждения подписи по электронной почте. На сайте PutinaVotstavku.ru подтверждение по электронной почте требовалось, но добавление подписи шло автоматически. Этим воспользовались шутники и сетевые хулиганы, замусорившие подписной лист сотнями разнообразных Наполеонов, Гитлеров и т. п. В течение суток «подписи» недоброжелателей были удалены, а работа сайта PutinaVotstavku.ru была переведена в режим премодерации (то есть контроля оставляемых подписей вручную). Последующий сбор подписей осложнялся следующими проблемами. Во-первых, большинство популярных российских почтовых сервисов попросту не пропускало письма с запросом о подтверждении подписи. Во-вторых, ручная проверка всё-таки поступивших подтверждений требовала времени. Всё это мешало распространению информации о кампании, поскольку многие посетители, не обнаружив на сайте своей подписи сразу, испытывали разочарование и не приглашали присоединяться своих друзей и знакомых. Вдобавок, сотни людей делали новые и новые попытки поставить свою подпись, регистрируясь под разными адресами электронной почты и отправляя сообщения организаторам кампании напрямую, — лишь бы добиться появления своей подписи в списке. Из-за этого возникла проблема дублей (то есть нескольких подписей, явно оставленных одним и тем же человеком). Впоследствии такие подписи время от времени удалялись вручную, что приводило к видимому сокращению общего числа подписей, вызывавшему иногда недоуменные вопросы и возмущение посетителей сайта.

## Ход кампании
Скорость сбора подписей была особенно высока в первые дни кампании. Только за один день 12 марта обращение поддержали 2500 человек — это был абсолютный рекорд. В течение первого месяца кампании были собраны и промодерированы 30 тысяч подписей. Далее темп сбора подписей снижался. С середины лета 2010 г. ежемесячно добавлялось примерно по две тысячи подписей. В конце 2010 г. обозначился новый рост (так, в январе 2011 г. собрано более 5 тысяч подписей), однако весной 2011 года скорость снова упала.
С 17 марта ОГФ начал проводить в Москве пикеты для информирования населения об обращении и сбора подписей. Начиная с мая 2010 г. состоялось несколько встреч организаторов кампании с участниками в различных городах. 23 октября и 12 декабря 2010 г., а также 19 февраля 2011 г. в Москве прошли согласованные митинги за отставку Путина. В марте 2011 г. на сайте была официально открыта Политическая сеть прямой электронной демократии (Интернет-сообщество подписантов обращения).

### Март 2010 года
15 марта сайт PutinaVotstavku.ru начал информировать о ходе кампании. В первом сообщении говорится, что подписей могло быть больше, если бы подтверждения с сайта не блокировались популярными почтовыми сервисами. Однако организаторы выразили уверенность, что никакое противодействие не остановит людей и что под обращением подпишутся миллионы граждан.
Подпись Валерии Новодворской была добавлена спустя неделю, после двух её видеообращений. В них она высказала предположение, что в задержке виноваты организаторы кампании:

И на Мейл.ру подписывали, и на Гугле подписывали, и через американский спутник подписывали, и звонили сборщикам подписей — по телефону подписывали. Наконец, Константин Боровой взял авторучку — большую авторучку — пошёл на митинг «Солидарности» к Грибоедову и там уже физически, на бумаге подписал, потому что подписи там собирали. Не помогло. Подписи всё равно не появляются. Сдаётся мне, что идёт отбор и селекция. Но не по тому принципу она должна осуществляться. <…> Мне очень сложно предположить, что Лубянка стоит там с неводом и, допуская существование всех остальных подписей, вылавливает только наших две. Поэтому я боюсь, что к этому причастны те, кто эти подписи собирает. И я бы на месте френдов всё своё недоумение по поводу этих подписей адресовала всё-таки авторам документа и тем, чьи подписи стоят во главе.

Подпись Константина Борового была добавлена только 5 апреля. В своём блоге от 16 марта Боровой связал эту задержку с тем, что ему и Новодворской запрещают вступать в «Солидарность». Он выразил надежду, что это недоразумение, и обратился к Г. Каспарову и Б. Немцову с просьбой решить вопрос о членстве в «Солидарности».

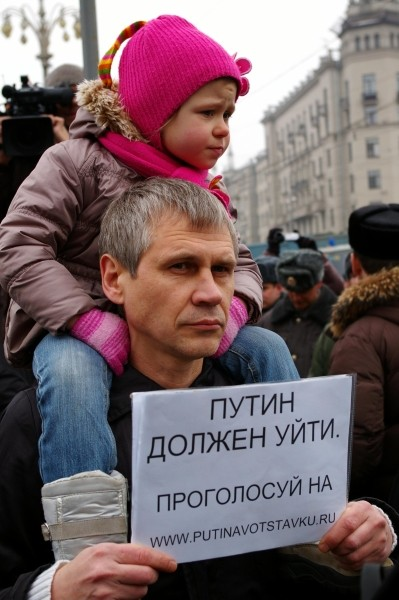
Манифестант со своим ребёнком призывает подписываться под обращением «Путин должен уйти». Не санкционированный властями митинг оппозиции на Пушкинской площади в Москве, 20 марта 2010 г. («День гнева»)

С 17 марта Московское отделение «Объединённого гражданского фронта» начало проводить серию пикетов, цель которых — сбор подписей под обращением от тех, кто не пользуется Интернетом или не знает об обращении. Часть пикетов проводилась в спальных районах Москвы. По словам лидера московского ОГФ Лолиты Царии, префектуры не дают согласования на проведение подобных акций вблизи метро или в многолюдных местах. ОГФ планировал проводить информационные акции в Москве еженедельно, а в мае — провести большой митинг по этой теме.
Сбор «бумажных» подписей проводился и в ходе «Дня гнева» 20 марта 2010 г. В частности, члены движения «Солидарность» собирали подписи на митингах в Москве и Санкт-Петербурге.
22 марта на сайте появилось второе сообщение организаторов о ходе кампании. Они сообщили о создании двух сообществ для подписавшихся под обращением — в «Живом журнале» и в Twitter’e, а также предложили обсудить целесообразность создания отдельной социальной сети, в которой каждый подписавшийся автоматически бы получал собственную страницу.
Вскоре после публикации обращения был сформирован Редакционный совет сайта. В него вошли Анатолий Баранов, Денис Билунов, Гарри Каспаров, Алексей Кондауров, Александр Краснов, Андрей Пионтковский, Захар Прилепин, Александр Рыклин, Валерий Смирнов (см. также список первых подписантов ниже).
26 марта Редакционный совет провел пресс-конференцию в Независимом пресс-центре в Москве. На ней Гарри Каспаров сообщил, что обращение подписали около 30 тысяч человек со всей России и российских граждан за рубежом. На тот момент модераторы одобрили около 19 тысяч подписей.
В течение марта сайт интенсивно развивался. На нём появились информер (баннер-счетчик), баннеры информационных партнёров, ссылки на сообщества кампании в социальных сетях, а также образец подписного листа и правила публикации подписей, собранных вне Интернета. Были добавлены разделы «Новости», «Публикации», «Избранное», «Видео» и FAQ.

### Апрель 2010 года
В апреле на сайте в основном шло пополнение уже созданных разделов. Была добавлена группа в Facebook'е. Сторонниками кампании также созданы сообщества на сайтах Одноклассники.ru и LiveInternet.ru.
ОГФ продолжал проводить пикеты по сбору подписей в Москве.
13 апреля подписавшим обращение было разослано сообщение о создании социальной сети. В письме содержалась ссылка, на которую следовало нажать при заинтересованности в создании интернет-сообщества «Путин должен уйти» и желании получить новости от организаторов.
28 апреля организаторы сообщили, что из 40 тысяч подписавшихся к тому времени около трети подтвердили, что заинтересованы идеей создания интернет-сообщества. Они также рассказали о планах создания на сайте групп для участников по темам и месту жительства, а также об организации поездок инициаторов обращения в города, где есть не менее нескольких десятков заинтересованных участников для обсуждения совместной работы и привлечения новых людей.

### Май 2010 года
На первомайском митинге протеста в Москве Гарри Каспаров заявил:

Мы перешли 40-тысячный рубеж. Более 40 тысяч человек, несмотря на блокаду, которую объявили крупнейшие российские домены, видимо, не по собственной воле нашему сайту «Путина — в отставку», оставили свои подписи. И этот сайт, и вся наша активность будут продолжаться, пока мы не избавимся от Путина, пока мы не сделаем свою страну свободной.
12 мая в Москве прошла первая встреча подписантов сайта «Путина в отставку», в которой участвовало около 70 человек. Среди выступавших были лидеры «Солидарности» Денис Билунов, Гарри Каспаров, Андрей Пионтковский, Лев Пономарёв. В частности, А. Пионтковский предложил издать в рамках кампании отдельной книгой комментарии подписантов сайта, перейти к сбору подписей под обращением в офлайне, а также приступить к подготовке митинга в Москве. Участники выступили с различными идеями о том, как продвигать кампанию, и поделились опытом сбора подписей.
14 и 21 мая ОГФ проводил пикеты в Москве для распространения обращения и сбора подписей.
Была начата рекламная кампания сайта putinavotstavku.ru через интернет-сервис «AdWords». Для сбора средств на главной странице сайта были опубликованы pеквизиты счетов в платёжных системах. Первый отчёт о сборе и расходовании средств был опубликован 9 июня.

### Июнь 2010 года
14 июня Борис Немцов и Владимир Милов представили свой доклад «Путин. Итоги. 10 лет», изданный тиражом в 1 миллион экземпляров. На его последней странице приводилась информация о кампании «Путин должен уйти» с адресом сайта. В тот же день началась раздача доклада у станций метро в Москве, а затем и в других городах.
В рамках кампании «Путин должен уйти» ОГФ провёл пикеты в Москве 8 и 22 июня. Во время пикета 22 июня активисты раздавали вместе с текстом обращения также доклад «Путин. Итоги. 10 лет». По словам председателя московского отделения ОГФ Лолиты Царии, милиционеры препятствовали раздаче литературы.
В Интернете появился сайт «Мандарину — нет» (www.mandarinu.net), созданный при поддержке кампании «Путин должен уйти». На сайте «Мандарину — нет» собирались подписи граждан против назначения губернатора Калининградской области Георгия Бооса на второй срок и за всенародные выборы губернаторов и глав муниципалитетов.

### Июль 2010 года
5 июля в эфире радиостанции «Эхо Москвы» учредитель алтайской газеты «Листок» Сергей Михайлов заявил, что ему угрожает расправой местный чиновник Павел Пахаев, помощник главы Республики Алтай. По его словам, чиновник сказал ему: «мне твоих родителей жалко, вдруг тебя убьют», а потом в конце разговора заявил, что «я тебя буду убивать», «Он пытался какие-то претензии высказывать по поводу наших публикаций и возмущался, что у нас на сайте висит баннер со счетчиком „Путин должен уйти“» — добавил С. Михайлов, заявив, что пишет заявление в правоохранительные органы.
11 июля в Новосибирске и 12 июля в Томске прошли встречи сторонников кампании «Путин должен уйти» с исполнительным директором ОДД «Солидарность» Денисом Билуновым. Во встрече в Томске участвовало около 40 человек. Общее число подписавшихся под обращением томичей составило 440 человек, из которых 220 высказали готовность получать информацию в рамках проекта. 28 июля состоялась встреча в Нижнем Новгороде.
На сайте кампании в разделе «Публикации» появился подраздел «Блоги».

### Август 2010 года
В августе продолжалась раздача докладов Б. Немцова и В. Милова «Путин. Итоги. 10 лет» в городах России. К концу месяца была роздана треть напечатанного 400-тысячного тиража.
В рамках самой кампании «Путин должен уйти» значительных событий не происходило. Было собрано небольшое количество подписей (около 2 тысяч). Сайт продолжал пополняться статьями из СМИ и записями в блогах.

### Сентябрь 2010 года
7 и 21 сентября московское отделение ОГФ провело пикеты за отставку Путина.

### Октябрь 2010 года
15 октября активисты движения «Оборона» вывесили растяжку «Путин, уходи!» на забор Дома правительства в Москве. Затем двое из них поднялись на крышу подсобного здания перед Белым домом и развернули аналогичный плакат.

#### «Комитет пяти требований» и митинг 23 октября
В начале октября активистами ОГФ, «Солидарности» и других оппозиционных организаций был создан «Комитет пяти требований». Требования Комитет выдвинул следующие:

1. Отставка правительства во главе с премьер-министром Владимиром Путиным. 2. Роспуск обеих палат Федерального собрания. 3. Проведение досрочных выборов, свободных и конкурентных. 4. Радикальное обновление личного состава милиции и спецслужб. 5. Прозрачный бюджет на службу народу и развитие страны.
Члены Комитета приняли участие в нескольких протестных акциях в Москве, включая «День Гнева» 12 октября. Они также подали заявку в мэрию Москвы на проведение митинга за отставку правительства Путина.
Мэрия согласовала эту заявку. Оппозиционерам было разрешено провести митинг 23 октября на Пушкинской площади с заявленной численностью участников 300 человек.
20 октября ряд правозащитников и общественных деятелей подписал обращение, в котором призвал москвичей выйти на этот митинг.
В митинге 23 октября приняли участие около тысячи человек. На нём выступили лидер ОГФ Гарри Каспаров, координатор «Левого фронта» Сергей Удальцов, лидер движения «За права человека» Лев Пономарев, член бюро федерального политсовета «Солидарности» Илья Яшин и другие политики.

### Ноябрь 2010 года

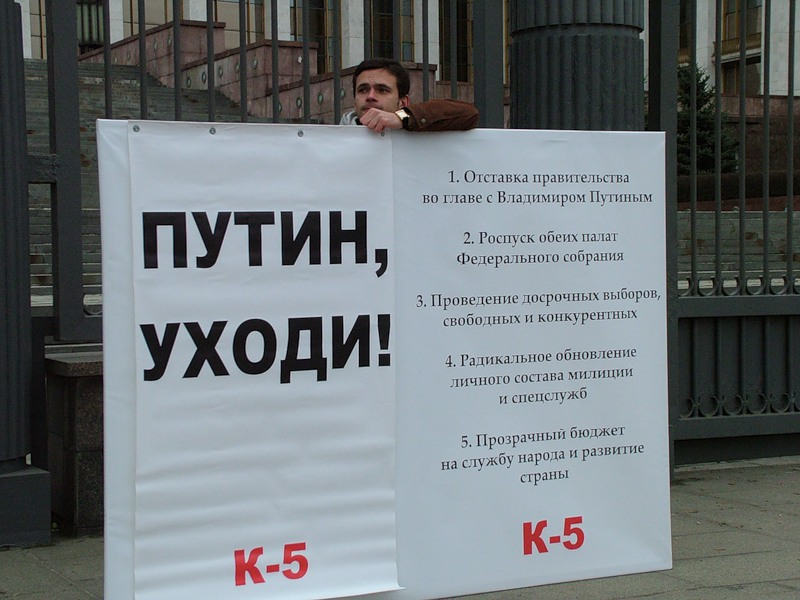
Пикет оппозиционера Ильи Яшина перед Белым домом 18 ноября 2010 года

18—19 ноября у Дома правительства в Москве прошла серия одиночных пикетов членов «Солидарности» и «Комитета пяти требований» с требованием отставки Путина. Первым на пикет вышел Илья Яшин, однако он был избит и задержан сотрудниками ФСО. Журналистов, снимавших акцию, заставили удалить их фото- и видеосъёмку. Яшин был приговорён судом к штрафу в 1000 рублей за нецензурные выражения в общественном месте. Остальные пикеты прошли без происшествий.

### Декабрь 2010 года

#### Митинг 12 декабря в Москве
Второй общегражданский митинг за отставку Путина прошёл под лозунгом «Я — за Россию без Путина!» 12 декабря на прежнем месте — Пушкинской площади. Затем, по планам организаторов, напротив московской мэрии должна была пройти акция «День гнева».
Как и прежде, мэрия согласовала митинг за отставку Путина, однако отказалась согласовывать «День гнева».
Специально для митинга был создан сайт 12 декабря (december12.ru). На нём сообщается, что митинг поддержали следующие организации: «За права человека», Левое социалистическое действие, Левый фронт, «Оборона», ОГФ, «Солидарность», «Союз солидарности с политзаключёнными» и ТИГР.
Организатором снова выступил «Комитет пяти требований». По данным Каспаров.ру, в митинге участвовало 1500—2000 человек. По данным Грани.ру, участников было около 2500. На митинге выступили лидеры оппозиции Борис Немцов, Гарри Каспаров, Илья Яшин, Андрей Пионтковский, Владимир Рыжков, Сергей Удальцов, руководитель ФАР Сергей Канаев, лидер движения в защиту Химкинского леса Евгения Чирикова и другие известные деятели.
Лидер «Солидарности» Борис Немцов назвал Путина «главным организатором воровской вертикали», напомнив, что друзья премьер-министра отвечают за экспорт российского газа и нефти и являются долларовыми миллиардерами.
Лидер Республиканской партии Владимир Рыжков должен был говорить о российском парламенте, но заметил, что «о мертвом можно говорить либо хорошо, либо ничего». «Где депутатские расследования коррупции в „Транснефти“, где расследования массовых убийств в Кущевской, где расследования убийства Магнитского?», поинтересовался он.
Политолог Андрей Пионтковский сравнил Путина с главарём банды, совершившей массовое убийство в станице Кущёвской:

Феномен Кущёвки помогает нам ответить на вопрос, который всем нам часто задают — иногда по недомыслию, но чаще по лицемерию: «А почему вы так сосредоточились на Путине? Почему вы требуете отставки Путина? Путин — это только часть системы. Его отставка ничего не изменит». Это то же самое, если бы жителям Кущевки говорили: «Не надо арестовывать Цапка. Цапок — часть системы. Его уход ничего не изменит».
Да, действительно, арест Цапка стал только началом изменений, которые произойдут там. Но если бы Цапок не был арестован, то тех же жителей Кущевки продолжали бы ежедневно убивать, грабить и насиловать.

Так вот Путин — это наш Цапок всея Руси (смех, аплодисменты). Это пахан вертикали цапков и хапков, которую он создал за эти десять лет.
По мнению Пионтковского, имя Путина «навсегда вписано чёрной краской в историю России», однако у Медведева ещё есть шанс сделать что-то полезное для страны, а именно отправить в отставку Путина и провести свободные выборы.
В 18 часов поблизости, на Тверской площади, должен был начаться очередной «День гнева». Однако после призыва координатора «Левого фронта» Сергея Удальцова к участникам акции пройти без лозунгов и транспарантов к московской мэрии, чтобы повесить на её стене список требований, ОМОН стал жестко рассекать толпу и задержал Удальцова. В числе пострадавших от действий ОМОНа оказались фотограф газеты «Известия» Анатолий Жданов, которому сломали ключицу, и фотокорреспондент Граней. Ру Евгения Михеева (один из бойцов ударил её по голове и сломал камеру). Возмущенные участники митинга сами отправились к мэрии, где провели несанкционированную акцию протеста.
Мировой суд приговорил Удальцова к 15 суткам ареста «за хулиганские действия и неповиновение сотрудникам милиции». По словам пресс-секретаря «Левого фронта» Анастасии Удальцовой, в суде так и не было выяснено, в чём же выразилось это неповиновение. 17 декабря Тверской суд отклонил кассационную жалобу Удальцова. Сразу же после задержания на митинге Удальцов объявил голодовку на весь срок ареста.

#### Другие события
18 декабря в Воронеже состоялся митинг за отставку правительства Путина, организованный местным отделением «Солидарности». Участвовали также представители «Левого фронта» и «Другой России», правозащитники. Среди выступающих на митинге был член бюро федерального политсовета «Солидарности» Илья Яшин. Активисты раздавали доклад «Путин. Итоги. 10 лет».
26 декабря, накануне начала вынесения приговора Михаилу Ходорковскому и Платону Лебедеву, активисты движения «Оборона» развернули у Белого дома транспарант «Ходорковскому — свободу, Путина — на хлеб и воду!». Один из участников акции находился в клетке в маске Путина. Акция продлилась несколько минут, после чего сотрудники ФСО задержали нескольких журналистов и фотокорреспондентов, освещавших акцию.
В ночь с 26 на 27 декабря в Екатеринбурге активисты «Обороны» оставили на стенах домов трафаретные рисунки с изображением лиц Владимира Путина и Михаила Ходорковского, сопроводив их надписью «Меняю Путина на Ходорковского».

### Январь 2011 г.
11 января сайт полностью переехал на домен .org. По адресу прежнего домена .ru осталась работать только начальная страница, на которой появилось сообщение от организаторов. В нём говорилось, что за 10 месяцев было собрано более 70 000 подписей и, хотя начальная динамика позволяла надеяться на лучшее, эта цифра также является значительной. Более того, в последние 1—2 месяца темп сбора подписей снова увеличился. Далее организаторы предложили вести проект в виде сообществ единомышленников — как в Интернете, так и вне его. Технологическую оболочку для решения этих задач перенесли на новый адрес www.putinavotstavku.org. Там же продолжился и сбор подписей.

### Февраль 2011 года

#### Митинги 19 февраля
Власти Москвы согласовали заявку Комитета пяти требований на проведение митинга «Я за Россию без Путина!» на 19 февраля на Пушкинской площади. Дата митинга была выбрана не случайно: 19 февраля 1861 года в России было отменено крепостное право. Организаторы планировали провести в ходе акции телемост с аналогичным митингом в Калининграде.
18 февраля в Москве были задержаны три активиста ОГФ, раздававшие прохожим буклеты с приглашением на митинг 19 февраля. Задержанных доставили в отделение милиции, но причину задержания им не объяснили.
В московском митинге 19 февраля участвовало, по данным большинства источников, 400—600 человек, «Радио Свобода» говорит о 200 митингующих. Среди них были представители «Солидарности», ОГФ, Левого фронта, «Другой России» и других оппозиционных движений. Снижение численности по сравнению с предыдущими митингами отчасти объяснялось сильным морозом.
На митинге выступили лидер ОГФ Гарри Каспаров, член федерального политсовета движения «Солидарность» Анна Каретникова, активисты «Солидарности» Михаил Кригер, Алексей Клименко, Семён Зон-Зам и Анастасия Рыбаченко, лидер московского отделения ОГФ Лолита Цария и другие. Кроме того, выступил представитель движения обманутых дольщиков. На митинге было собрано более 13 тысяч рублей в пользу политзаключённых.
Одновременно в Южном парке Калининграда состоялся аналогичный митинг, организованный кандидатами-самовыдвиженцами, не допущенными к мартовским выборам. Основными лозунгами акции стали «Нет произволу властей», «Путин за всё в ответе», «За честные выборы», «Нет коррупции на всех уровнях», «Отменить гонку по увеличению тарифов». Однако запланированный телемост между двумя митингами не состоялся — устроители забыли принести на митинг веб-камеру.
Пикет за отставку Путина прошёл также в Воронеже.

#### Другие события
В феврале была запущена бета-версия Политической сети прямой электронной демократии «Путин должен уйти» (sos.putinavotstavku.org). 16 февраля информация об этом была распространена по московской базе подписантов и 18 февраля — по базе Краснодарского края.
20 февраля активисты движения «Мы» растянули баннер с призывом «Пора меняться» на Большом Москворецком мосту, возле Кремля. С одной стороны полотна был изображён Михаил Ходорковский, с другой — Владимир Путин за решёткой. Растяжка провисела у Кремля более получаса, после чего её сняли охранники из гостиницы «Балчуг».

### Март 2011 года
В ночь с 10 на 11 марта 2011 года, в годовщину начала кампании, организаторы отправили новое сообщение ко всем подписантам. В нём говорилось, что обращение «Путин должен уйти» подписали около 80 000 человек и около половины из них подтвердили заинтересованность в дальнейшем взаимодействии. Организаторы сообщили об открытии на сайте Сети прямой электронной демократии и призвали подписантов присоединиться к ней. За первые сутки в сети зарегистрировались около 1700 человек, однако затем регистрация новых членов резко замедлилась (см. ниже раздел «Политическая сеть электронной прямой демократии»).
26 марта движение «Солидарность» провело всероссийскую акцию, приуроченную к 11-й годовщине избрания Владимира Путина президентом страны. Активисты движения раздавали опрашиваемым бюллетени с вопросом, проголосовали бы они сейчас за или против Владимира Путина. Всего в опросе приняло участие 1563 человека, и 76,6 % из них высказались против премьер-министра. Опросы прошли в Москве, Новосибирске, Краснодаре, Сыктывкаре, Улан-Удэ, Ростове-на-Дону, Владимире, Чебоксарах, Тамбове, Югорске и городе Балабаново Калужской области. Кроме того, участники пикетов раздавали прохожим доклад «Путин. Итоги. 10 лет», а в Москве был также организован конкурс антипутинских плакатов.

### Апрель 2011 года
13 апреля, накануне проведения массовой акции прокремлёвского движения «Наши», посвящённой борьбе с коррупцией, участники движения «Солидарность» и другие общественные деятели обратились к «Нашим» с открытым письмом, призвав их потребовать отставки Владимира Путина.

Надеемся, лозунг «Путин должен уйти» станет главным на вашей акции, а соответствующая надпись — прикольно смотреться на белых фартуках, в которые вы будете облачены.

### Май 2011 года
В начале мая администрация сайта «Одноклассники.ru» под надуманным предлогом удалила с сайта группу «Путин должен уйти», насчитывавшую на тот момент более 1600 участников, и заблокировала аккаунт её администратора, активиста Юрия Белова.

### Июнь 2011 года
20 июня секретарь Координационного совета Омской гражданской коалиции Виктор Корб, ранее активно участвовавший в проекте «Путин должен уйти», в своей статье «Заоблачная демократия» подверг резкой критике организаторов кампании за их пустую декларативность и нежелание выстраивать «эффективные шлюзы с реальной жизнью, с актуальными проблемами». По его мнению, проекты внесистемной оппозиции (такие как ОГФ, Национальная ассамблея, «Солидарность» и др.) «возникают слишком часто, возникают в среде одной маломощной „демократической тусовки“ и воспроизводят один и тот же пошлый „безжизненный цикл“». Корб считает, что новый проект — «облачная демократия» — имеет мало шансов выйти за рамки партийной инициативы.

### Июль 2011 года
8 июля композитор и дирижёр Михаил Аркадьев сообщил, что ему отказались продлить контракт на должности главного дирижёра владивостокского Тихоокеанского оркестра. Аркадьев связал эту отставку со своими политическими убеждениями — в частности, с отказом вступить в Общероссийский народный фронт и подписью под обращением «Путин должен уйти».

### Август 2011 года
15 августа, после длительного перерыва, Гарри Каспаров упомянул кампанию «Путин должен уйти» в одной из своих статей. По его мнению, протест десятков тысяч обыкновенных российских граждан, не побоявшихся подписать обращение и дать в своих комментариях оценку «нацлидеру» — это подлинный итог путинского правления. Однако Каспаров ничего не сказал о планах создания сетевого движения.
20—22 августа подписантам обращения был разослан опрос «О реальных политических предпочтениях российских граждан». Получателям сообщения предлагалось указать свои политические убеждения, указать организацию, чьи действия соответствуют их убеждениям, а также намерения на предстоящих парламентских выборах. Результаты опроса были опубликованы на сайте putinavotstavku.org 25 августа (ответы см. в разделе «Статистические анализы подписантов»).
29 августа социолог Игорь Эйдман предложил провести в Интернете сбор подписей под коллективным заявлением об отказе участвовать в выборах и создать на этой основе массовое оппозиционное движение. Прототипом, по его мнению, могло бы стать обращение «Путин должен уйти», которое тоже планировалось как начало сетевого движения. Однако Эйдман подчеркнул, что

необходимо учесть ошибки этого проекта, недемократичность и закрытость, нерешительность организаторов, плохой менеджмент и низкий уровень технической реализации, которые привели к фактическому провалу второго этапа его развития (создания движения)

### Сентябрь 2011 года
25 сентября на Пушкинской площади в Москве Комитет пяти требований провел четвёртый общегражданский митинг.
В митинге принимали участие ОДД «Солидарность», ОГФ, «Левый Фронт», «Другая Россия», молодёжное «Яблоко», а также обманутые дольщики, ФАР, защитники Химкинского леса и сообщество байкеров «МОТО-Граждане». Акция была согласована с городскими властями.
О митинге широко не объявлялось, поэтому народа пришло немного. По данным Каспаров.ру, в митинге участвовало примерно 350 человек, Радио Свобода сообщило о 200 участниках, а «Новая газета» — о 300.
С трибуны выступили член бюро «Солидарности» Илья Яшин, лидер «Трудовой России» Виктор Анпилов, координатор Левого фронта Константин Косякин, активистка «Солидарности» Анастасия Рыбаченко, член исполкома «Другой России» Сергей Аксёнов и другие.
С учётом изменившейся политической обстановки, участники выдвинули власти обновлённый список пяти требований:

1. отставка премьер-министра Владимира Путина, президента Дмитрия Медведева и правительства Российской Федерации, формирование коалиционного правительства;
2. признание нелегитимности парламентских и президентских выборов, «превращённых действующей властью в откровенный и вызывающий фарс»; проведение свободных, конкурентных выборов Государственной думы и президента РФ;
3. начало объективного расследования деятельности руководителей существующего режима, чиновников, представителей силовых ведомств, подозреваемых в уголовных деяниях;
4. радикальное обновление личного состава полиции, спецслужб и судебного корпуса, восстановление выборов судей и введение практики выборов участковых уполномоченных полиции;
5. принятие бюджета, направленного на развитие социальной сферы, образования, науки и укрепление обороноспособности страны.

### Декабрь 2011 года
В октябре — ноябре значительных событий в кампании не было.
1 декабря организаторы кампании «Путин должен уйти» представили в Москве книгу «Суд народа» — сборник комментариев людей, подписавшихся под обращением. Таких комментариев в книге собрано более тысячи.
В конце осени — начале зимы темп сбора подписей значительно возрос. Этому, по-видимому, способствовали такие события, как «рокировка» тандема, о которой было объявлено 24 сентября, и масштабные фальсификации на выборах в Госдуму 4 декабря, в результате чего в России прокатилась волна уличных протестов. За декабрь было собрано более 12 тысяч подписей — такой темп не наблюдался с начала ведения кампании.

### Февраль 2012 года
Утром 1 февраля активисты «Солидарности» (Илья Яшин, Анастасия Рыбаченко, Максим Неверов, Александр Батурин, Алексей Никитин, Павел Елизаров, Михаил Маглов и другие) вывесили напротив Кремля растяжку с лозунгом «Путин, уходи!» размером 20 на 7 метров. Растяжка была закреплена на 6-этажном здании бизнес-центра со стороны Васильевского спуска. Помимо лозунга, на растяжке были размещены перечёркнутый портрет Путина, адрес сайта Putin-itogi.ru и эмблема движения «Солидарность». Растяжка провисела на здании около часа. Никто из участников акции задержан не был.

### Прекращение проекта
В ноябре 2021 года фамилии подписантов (кроме первых 34-х) на сайте были скрыты, оставлены имена и отчества.
С мая 2025 года сайт перестал поддерживаться и больше недоступен.

## Политическая сеть прямой электронной демократии
Создание Интернет-сообщества (социальной сети) подписантов было предложено ещё в начале кампании. Об этом организаторы известили подписантов 22 марта и 13 апреля 2010 года. Однако запуск проекта был осуществлен со значительным опозданием из-за целого ряда технологических проблем, а также волонтерского характера работы.
Сеть создана по адресу sos.putinavotstavku.org. Тестирование сети началось в конце декабря 2010 года. 16 февраля 2011 года информация о запуске бета-версии была распространена по московской базе подписантов и 18 февраля — по базе Краснодарского края.
Было также объявлено о работе по синхронизации подписного листа и регистрационной формы сети, в результате чего создание учётной записи в системе будет технически равносильно подписи под обращением на сайте.
Выдержки из Правил работы сети:

1. Общая информация
1.1. Политическая сеть прямой электронной демократии (далее — Сеть) объединяет подписавших обращение «Путин должен уйти». Участники Сети разделяют изложенную в обращении оценку кризисной ситуации в стране и стремятся добиться мирной ликвидации авторитарного режима Владимира Путина. Решения о совместных действиях принимаются на основе прямой электронной демократии, в связи с чем каждый из участников принимает на себя обязательство использовать только один аккаунт (учётную запись).
1.2. Регистрация аккаунта в Сети добровольна и бесплатна. Все подписавшиеся на сайте «Путин должен уйти» получают возможность пройти регистрацию автоматически (необходимо использовать тот же адрес электронной почты). Регистрационные данные других участников должны пройти проверку модератором. <…>
2. Цели и задачи Сети
2.1. Стратегическая цель Сети: добиться проведения подлинно демократических выборов всех уровней власти в стране, формирования гарантированного Конституцией РФ демократического, социального, правового государства.
2.2. Основная тактическая задача Сети — отставка правительства Владимира Путина. Сеть призвана помочь подписавшим обращение «Путин должен уйти» объединить усилия для реализации этих целей и задач.
2.3. Методы реализации задач Сети: активное участие в политической жизни страны, организация ненасильственных протестных акций, борьба с нарушениями органами власти прав и свобод граждан.
2.4. Для эффективной реализации целей и задач Сети в её рамках будет сформировано политическое социально-сетевое движение, управляемое участниками на основе прямой демократии (подробнее — см. пункт 4).
2.5. Реализация целей и задач сети предполагает создание позитивной программы демократических реформ и выдвижение эффективных лидеров, способных организовать реализацию этой программы. Участники Сети разрабатывают программу демократической модернизации России, формирования в нашей стране современного, демократического, эффективного общества. Сеть будет добиваться реализации этой программы, участвуя в реальной политической жизни. Сеть создает возможность для проведения предварительных выборов политических лидеров, в том числе единого демократического кандидата на пост президента России.
4. Подготовка к созданию политического социально-сетевого движения (проект для обсуждения)
4.1. По мере роста количества участников Сети (но не менее 3000 человек и не позднее 1 июля 2011 г.), инициируется формирование политического социально-сетевого движения, которое на основе принципов прямой демократии самостоятельно определяет собственную структуру, повестку дня, формат и состав Общественного Совета Сети <…>

4.3. До проведения первых выборов координирующую функцию осуществляет Редакционный Совет сайта «Путин должен уйти», состоящий из согласившихся взять на себя эту ответственность первых подписантов обращения.

### Работа сети
В ночь с 10 на 11 марта 2011 года информация о создании сети была отправлена всем подписантам. После этого за сутки в сети зарегистрировалось около 1700 человек
Затем добавление новых участников замедлилось. В апреле к сети присоединилось 48 человек, и к маю 2011 года сеть насчитывала 2098 участников.
Известные оппозиционные политики, такие как Г. Каспаров, Б. Немцов, И. Яшин, Д. Билунов, начали публиковать записи из своих блогов. Также публикуются сообщения в тематических сообществах и в блогах участников, организуются опросы. Однако активность в сети остается низкой.
По мнению Игоря Эйдмана, предложившего идею сети, проект остаётся недоделанным. Эйдман недоумевает, что мешает организаторам (а конкретно, группе Каспарова) доработать проект в соответствии с данным им техническим заданием. В случае отсутствия средств, Эйдман предлагает организовать сбор средств участников.
Для доработки проекта, по мнению Эйдмана, требуется следующее:

- доделать Интернет-ресурс сети (пока он, к сожалению, не соответствует тем функциям, которые были мной предложены);
- начать кампанию в интернете по приглашению в сеть, именную регистрацию новых пользователей через смс-шлюз;
- провести на базе сети президентские праймериз оппозиции;
- начать работу сетевого движения, а затем общим голосованием принять программу антибюрократических реформ и тактику борьбы за их осуществление;
- организовать реальную политическую деятельность движения, гражданский протест, массовые акции в защиту политических и экономических прав, за реализацию народной программы реформ, выработанной в сети.

Эти предложения И. Эйдман сделал в апреле 2011 года, однако, по состоянию на конец 2011 года, ни одно из них выполнено не было. Намерение создать движение «Путин должен уйти» 1 июля 2011 года также не было реализовано.

## Статистические анализы подписантов
15 марта 2010 года портал «NewTimes.ru» провёл статистический анализ подписантов обращения по местожительству и профессиональной принадлежности, сделав вывод о том, что обращение подписывают главным образом представители среднего класса.
22 марта журнал опубликовал второй анализ, уже на материале 7500 подписей. В статье делается вывод, что гипотеза журнала о протесте, который постепенно охватывает всю страну, подтверждается. Исключение составляют национальные республики и прежде всего Северный Кавказ. Наиболее активны столицы: Москва 28,79 %, Санкт-Петербург 11,3 %. Сравнительно большое число подписей жителей Сибирского и Уральского федеральных округов, где сосредоточена пострадавшая от рецессии промышленность. Российская диаспора дала 11 %. По профессиональной принадлежности в абсолютных лидерах «белые воротнички» (юристы, экономисты, IT-специалисты, менеджеры) — 21 %. Среди подписантов большинство составляют мужчины — 83 %.
Ещё через два месяца в журнале появилась публикация с результатами третьего анализа, в котором использовались 35 018 подписей, поступившие на сайт с момента второго анализа. Выяснилось, что в статистике подписантов произошли заметные изменения. В апреле по сравнению с мартом вдвое увеличилось количество тех, кто указал своё место жительства. Доля женщин среди «несогласных» увеличилась с 17 % до 21 %. Как отметил журнал, особую активность проявил рабочий класс: доля «синих воротничков» увеличилась в списке подписавшихся с 15 % до 23 %. Среди регионов Москва (с областью) и Санкт-Петербург (с Ленинградской областью) по-прежнему занимают лидирующую позицию: подписи оттуда составляют почти половину (45 %) от общего числа голосов. По скорости прироста голосов, однако, на первом месте оказался Приволжский федеральный округ, показав увеличение их числа в 6,9 раза.
10 марта 2011 года, по случаю годовщины проекта, организаторы отправили новое сообщение ко всем подписантам. В нём говорится, что обращение «Путин должен уйти» подписали около 80 000 человек, или примерно 11 % от общего числа уникальных посетителей сайта. Среди них жители всех 83 регионов России (в том числе Москва 27,5 %, Санкт-Петербург 13,6 %), а также 87 зарубежных стран (7,2 %). Около половины подписавшихся подтвердили заинтересованность в дальнейшем взаимодействии.
20-22 августа 2011 года подписантам обращения было разослан опрос «О реальных политических предпочтениях российских граждан». Получателям сообщения предлагалось указать свои политические убеждения, указать организацию, чьи действия соответствуют их убеждениям, а также намерения на предстоящих парламентских выборах. Всего отправлено около 83 тысяч сообщений (с остальных адресов пришло сообщение об ошибке) и по состоянию на 25 августа было зарегистрировано примерно 7,5 тысяч ответов по каждому вопросу. Ответы вкратце можно суммировать так (проценты округлены до целых чисел):
- 64 % ответивших указали либеральные взгляды, 13 % — левые и 11 % — национально-патриотические;
- 41 % не знают организацию, соответствующую их убеждениям, 28 % знают, но не считают нужным вступать неё, а 18 % знают и собираются вступать в неё (или уже состоят в ней);
- 44 % собираются проголосовать за одну из партий, кроме «Единой России» (вариант голосования за «Единую Россию» в опросе не предлагался), 19 % — не ходить на выборы, 16 % — испортить бюллетень, 7 % — забрать бюллетень с собой, 15 % — ещё не решили[76].

## Оценки и реакция

### Мнения подписантов

#### О целях кампании
- По мнению Гарри Каспарова, высказанному в марте 2010 года, преодолевая количественные барьеры, сборщики подписей против Путина могут инициировать желаемые ими перемены в обществе, «сломать существующий статус-кво — то, на чём на самом деле стоит путинский режим». Этот режим, как полагает Каспаров, стоит на «мифе о высочайшем рейтинге Путина». А миф, по мнению Каспарова, уже разрушен; об этом, по его оценке, свидетельствует количество и содержание комментариев на сайте[92].
- Относительно разности взглядов подписантов обращения известный политический сатирик и общественный деятель Виктор Шендерович заявил 10 марта 2010 года:

Там есть довольно прискорбные подписи. Люди совершенно иных убеждений. Но важно, под чем эти подписи! Эти подписи под требованием о возвращении политической жизни. Мои оппоненты, в том числе из демократического лагеря (и главным образом из демократического лагеря), которые не подписывают таких писем, говорят: «Что же вы делаете! Вы требуете возвращения политических реалий, политической конкуренции, но вас же съедят! К власти же придут эти при демократии». Отвечаю — нет. Как раз при возвращении демократических механизмов, при свободе слова, при свободных выборах, честных и равных, при независимом суде, независимом телевидении у экстремистов шансов мало. Потому что общество, широко разбуженное, которое в состоянии отвечать за своё голосование, быстро ставит экстремистов на место.
- Диссидент Владимир Буковский в интервью Радио Свобода 11 марта 2010 года рассказал о своих мотивах:

Последнее, чего бы я хотел, это чтобы Путин обиделся и ушёл в отставку. Дело же не в том, чтобы он сам ушёл в отставку, дело в том, чтобы нарастала консолидация здоровых сил в обществе. Уйти и оставить пустое место — это подарок маленький. Важно, чтобы были готовы новые силы, которые могли бы прийти на смену. А эти силы вырастают только в процессе борьбы. Поэтому важна сама кампания за его уход, а не то, чтобы он прямо сейчас ушёл.
- Писатель Захар Прилепин в интервью, опубликованном 16 марта 2010 года, сказал в ответ на вопрос о целях кампании:

Путин — это система, и менять надо всю систему. [— И что изменится, если будет новая система?] — Необходимо открытое политическое пространство. Прежде всего страну надо вывести из состояния политической заморозки. Для этого нужны свободный парламент, дискуссия, независимая пресса.
- В своей видеобеседе от 14 мая 2010 года известные политики Валерия Новодворская и Константин Боровой обсудили вопрос о том, как добиться поставленной в обращении задачи. При этом Новодворская заявила:

Я думаю, что даже <если> все 130 миллионов, включая грудных младенцев, подпишут это обращение и останутся дома, то чекисты всё равно никуда не уйдут, пока их не выковырят из-за их твердыни. <…> Нужна кампания гражданского неповиновения. Следующий лозунг — «долой чекистскую хунту!» Потому что Путин — только её часть. Клювик!

#### О значении кампании
- Политолог Андрей Пионтковский в своих статьях неоднократно подчеркивал важность этого обращения и призывал граждан подписать его:

Преодолейте свой страх или своё равнодушие, уважаемый читатель, и бросьте свою малую песчинку на весы русской истории. Поставьте подпись здесь (www.putinavotstavku.ru).
В статье от 26 марта в Гранях.ру он так сказал о значении кампании:

 Обращение «Путин должен уйти» оказалось фактором общественной жизни в значительно большей степени, чем на то рассчитывали мы, его авторы. Самый поразительный результат заключается в том, что среди множества публичных откликов, зачастую очень резких по отношению к нам лично, не нашлось НИ ОДНОГО, пытающегося защитить или оправдать Путина. Очень многие люди с большим удовольствием и законным чувством интеллектуального превосходства подробно объясняют нам, что не так, не за то, не в той стилистике, не теми языковыми средствами надо было обличать Путина или вообще он настолько ничтожен, что даже не заслуживает никакого упоминания, а бороться надо с «системой». Но никто, включая Павловского в его дискуссии с Иноземцевым, даже не попытался сказать, чем же всё-таки был хорош для страны Путин или светлый образ его.
- Главный редактор сайта Форум.мск Анатолий Баранов 26 марта заявил:

Для порядочного, интеллигентного человека, не подписать это письмо просто неприлично.
- В том же духе высказался лидер «Армия воли народа» Юрий Мухин:

Я уже неоднократно писал, что подписать Обращение «Путин должен уйти» обязан любой человек, думающий о будущем России, подписать его хотя бы для того, чтобы самоидентифицировать себя и поднять мнение о себе в своих глазах.
- Член бюро Национальной ассамблеи Алексей Кондауров назвал кампанию «гигиенической»:

Стране нужно помыть руки. Установить моральную планку, под которую Путин явно не подходит в качестве руководителя России.

### Поддержка со стороны других политиков
- Российский народно-демократический союз, возглавляемый бывшим премьер-министром России Михаилом Касьяновым, поддержал заявление и кампанию «Путин должен уйти»[99].
- О своей поддержке обращения заявил также лидер Республиканской партии Владимир Рыжков.

Во-первых, я даже косвенным образом участвовал в его подготовке с Гарри Каспаровым. Во-вторых, я его сразу же вывесил на своём личном сайте www.ryzkov.ru, можете в этом убедиться. Соответственно, я его полностью поддерживаю. Более того, я считаю, что <…> без ухода этого человека изменения в России невозможны. Дело в том, что за последние 10 лет он настолько централизовал власть в стране, настолько разрушил все другие институты, такие как парламент, независимый суд, Конституционный суд, региональная власть, муниципальная власть, что действительно всё стянуто в руки одного человека и в руки его ближайшего окружения <…>. Он и премьер-министр, он и лидер партии, о которой мы уже достаточно сказали, он и главный кадровик страны, если посмотреть первые 500 человек РФ — это всё его земляки, сослуживцы, друзья, соседи по кооперативу «Озеро», люди, с которыми он встречался в Дрездене и т. д., что он не просто олицетворяет собой эту систему госкапитализма, коррупции, вертикали власти, нарушение Конституции и т. д. <…> В католических соборах есть запорный камень, который держит свод <…> Вот Путин — это такой замковый камень его системы, без которого перестроить эту тюрьму во что-то более похожее на человеческое жильё, просто невозможно. И действительно, я анализировал два года Медведева, что было сделано, и получилось, что траектория вообще не поменялась.
- Известный оппозиционный политик Эдуард Лимонов одобрил появление этого открытого письма, но отказался присоединиться к кампании. Лимонов пояснил[101]:

Слабость подобного обращения очевидна, поскольку оно не призывает соотечественников ни к чему конкретному. Не предполагает действий. От аналитической записки его отличает только самоназвание.
Лимонов заявил, что сформулированное в письме предложение «занять моральную позицию» лично для него сильно запоздало, и напомнил, что он свою позицию занял ещё 23 февраля 2000 года:

Тогда мы шли (при полном неодобрении окружавших нас коммунистов и патриотов) по Тверской с двумя пятнадцатиметровыми лозунгами: «Путин, мы тебя не звали, уходи!» и «Долой самодержавие и престолонаследие!».

## Критика
- По мнению Александры Самариной, заведующего отделом политики «Независимой газеты», «авторами [Обращения] движет единственная цель — вытащить на улицу 20 марта[К 3] максимальное число граждан, возмущённых ежедневными сообщениями о милицейском произволе»[102]:

Требование отставки Путина, заметим, не сопровождается планом дальнейших действий. Нет и предложений относительно кадровых перестановок во власти. Видимо, следует понимать так, что ситуация в стране решительно оздоровится, стоит премьеру подать в отставку. Впрочем, Дмитрий Медведев авторов обращения тоже не устраивает — он «одной крови» с Путиным. Гражданам, похоже, предлагается решить: желают ли они, чтобы на место Путина и Медведева пришёл кто-то из подписантов.
- 16 марта 2010 года петербургским писателем и основателем общественного движения «Профсоюз граждан России» Николаем Стариковым был начат зеркальный проект: сбор подписей под его обращением, которое упрекало авторов «Путин должен уйти» в том, что те не предоставили «возможность гражданам России сказать „нет“ уходу Путина из политики» и обвиняло их в ненависти к «апостолам сильного государства». За пять дней под обращением за то, чтобы Путин остался, подписалось 6616 человек[103], после чего, по словам Н. Старикова, сайт был взломан и кампания была прекращена[104]. На сайте движения «Наши» имеется полная версия обращения, датированная 15 марта 2010 года[105], она же размещена на личной странице автора обращения в «Живом журнале».
- Писатель Александр Проханов сказал в интервью Радио Свобода 17 марта 2010 года, что данная акция приведёт лишь к прославлению пиар-активистов, которые этим занимаются[106].
- 22 марта 2010 года журналист Максим Соколов выступил в журнале «Эксперт» со статьёй об этой кампании. Он высказал мнение, что вопрос об отставке Путина «вполне обсуждаем», однако три десятка первых подписантов обращения — «люди, давно известные стране в том смысле, что им нельзя доверить управление даже районной баней, ниже ядерной державой»[107]:

Сколь бы ни были велики претензии к В. В. Путину и собору всех святых, в кооперативе «Озеро» просиявших, на фоне первоподписантов они смотрятся титанами мысли.
- Как писал 26 марта 2010 года журналист британской телекомпании BBC Юрий Маловерьян, «большинство политических аналитиков самых разных взглядов не считает, что сбор подписей за отставку Путина может привести к каким-то переменам в российской политике или в настроениях общества»[92].
- По мнению редактора отдела политики газеты «Коммерсант» Глеба Черкасова, доля подписавшихся на сайте кампании в общей численности населения России остаётся «в пределах статистической погрешности»[103]. По его наблюдению, большинство россиян не против Путина и не выступают против выстроенной им общественно-политической системы[103].
- Политолог Станислав Белковский в своей статье[108] от 13 октября 2010 года заявил, что проект «Путин должен уйти» провалился:

За семь месяцев на его сайте за призыв к отставке премьера проголосовали чуть более 60 тысяч человек. (А в своё время за освобождение Светланы Бахминой всего за несколько недель подписались больше ста тысяч.)

При этом, я уверен, в России есть как минимум пара десятков миллионов граждан, которые вполне себе считают, что Путин должен уйти. Просто они не думают, что этот уход сам по себе что-то решит. Ну, Путина не будет. На его месте будет какой-нибудь Шувалов или Кудрин. И продлится тот же самый режим, замешенный на тотальной коррупции.
- Журналист Олег Кашин, отвечая на вопрос, подписался ли он под обращением, заявил:

Нет, я не подписался под этим письмом — я и сам по себе не люблю коллективные письма, а это ещё и написано неграмотно и неумно. Путин, конечно, должен уйти, но такие манифесты в стиле Валерии Новодворской, мне кажется, только укрепляют его несменяемость.
- Отвечая на утверждение, что почти за полтора года функционирования сайта «Путина в отставку» под обращением поставили свои подписи всего 95 тысяч человек, Г. К. Каспаров в августе 2011 года писал, что:

десятки тысяч обыкновенных российских граждан не побоялись поставить свои настоящие имена под требованием отставки Путина. Причем тысячи подписантов из самых разных уголков нашей страны, люди, принадлежащие к самым разным слоям российского общества, в развернутых комментариях дали свою оценку деятельности нацлидера. Этот спонтанно высказанный народный приговор — и есть подлинный итог путинского правления.

## Более ранний проект
В декабре 2009 года социолог Игорь Эйдман сформулировал проект создания оппозиционного движения в Интернете под лозунгом «Путина — в отставку!». В январе 2010 года проект был запущен на специальном сайте «Новая Россия» (newros.ru). Модератор сайта — секретарь Координационного совета Омской гражданской коалиции Виктор Корб.
Каждому новому участнику проекта «Новая Россия» предлагается публично поддержать требование «Путина — в отставку!», присоединиться к одноимённой группе на сайте «Новая Россия» и пригласить к участию друзей и единомышленников.
По мнению И. Эйдмана, организаторы обращения «Путин должен уйти» использовали его идею, но не упомянули об этом.
Общее число зарегистрированных пользователей сайта «Новая Россия» невелико (по состоянию на 12 августа 2011 года, 98 участников).
В настоящее время данный проект существует параллельно с проектом «Путин должен уйти». И. Эйдман и В. Корб участвуют в выработке стратегии дальнейшего развития проекта «Путин должен уйти».

### Комментарии
1. ↑  Лозунг «Путин, на выход!» содержится в тексте обращения. Само же обращение было озаглавлено «Путин должен уйти», так же как и известная статья Архивная копия от 15 февраля 2017 на Wayback Machine Каспарова, опубликованная в 2004 г.
2. ↑  Пямятник А. С. Грибоедову у метро «Чистые пруды»
3. ↑  Имеются в виду массовые акции протеста в ряде городов России, которые были запланированы на 20 марта 2010 года. См. День гнева (акция протеста)